# Cathédrale de Guadix
La cathédrale de l'Incarnation (en espagnol : catedral de la Encarnación) est une cathédrale catholique située dans la ville de Guadix, dans la communauté autonome d'Andalousie, en Espagne. Elle est le siège du diocèse de Guadix-Baza.
Sa construction a commencé au XVIe siècle et fut terminée au milieu du XVIIIe siècle. Elle est de style baroque.

## Historique
L'édifice fut construit à partir d'un projet de Diego de Siloé à l'endroit où se trouvait l'ancienne mosquée Al-hama qui, après la reconquête de la ville, avait été convertie en cathédrale. La mosquée elle-même avait été construite sur une construction chrétienne wisigothique précédente. Les travaux subissent une pause entre 1574 et 1594, lorsque l'évêque Juan de Fonseca y Guzmán (1594-1604) trouva les fonds pour poursuivre le projet. Entre la fin du XVIIe siècle et le début du siècle suivant, les travaux connurent un nouvel élan, grâce à l'aide financière du roi.

## Architecture

### Extérieur
La façade est un bel exemple de l'architecture baroque, avec deux corps massifs et un pinacle, et des lignes concaves et convexes alternées ; le grand arc central, flanqué de deux linteaux composés de groupes de colonnes à base large. La partie supérieure a été réalisée par Fernández Pachote et Domingo Thomas ; Antonio Valeriano Moyano a sculpté l'Incarnation en marbre.

### Intérieur
La chapelle de Don Tadeo montre de fortes influences structurelles italiennes dans sa solution au problème des voûtes en arc au sein d'une structure cylindrique. Un autre élément notable est la façade de la sacristie, avec son fronton de style Renaissance, son entablement, et l'arc entre les colonnes
corinthiennes avec les armoiries des évêques de la ville.
La construction du clocher a commencé vers 1559 et s'est achevée en 1863. Il est de forme carrée et, à plus de 30 m, c'est la plus haute structure de la ville. Le sommet est accessible par 160 marches d'un escalier en colimaçon double. Le sommet est également entouré d'un balcon qui permet une vue panoramique à 360 degrés ; il est ouvert au public.
Il est surmonté d'une statue du Sacré-Cœur de Jésus de 4,5 m de haut, réalisée par Amadeo Ruiz Olmos (es) et installée en 1945. La statue comporte un mécanisme — restauré en 2022 après des décennies de panne — qui la fait tourner lentement en cycles de 12 heures, et une lumière rouge sur sa poitrine qui s'allume chaque nuit après le coucher du soleil.

## Protection
L'édifice fait l’objet d’un classement en Espagne au titre de bien d'intérêt culturel depuis le 3 juin 1931.

## Galerie

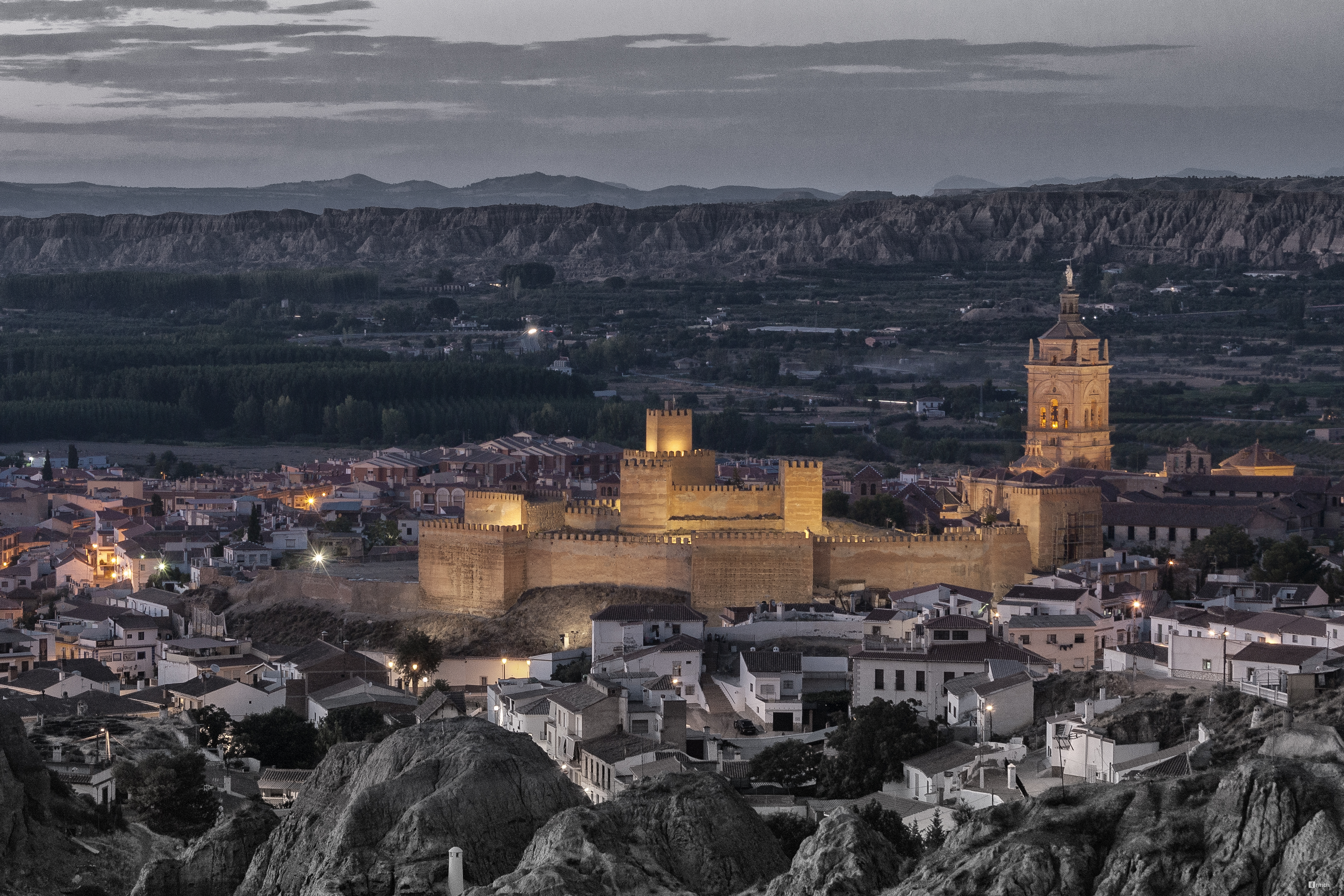
Vue générale.
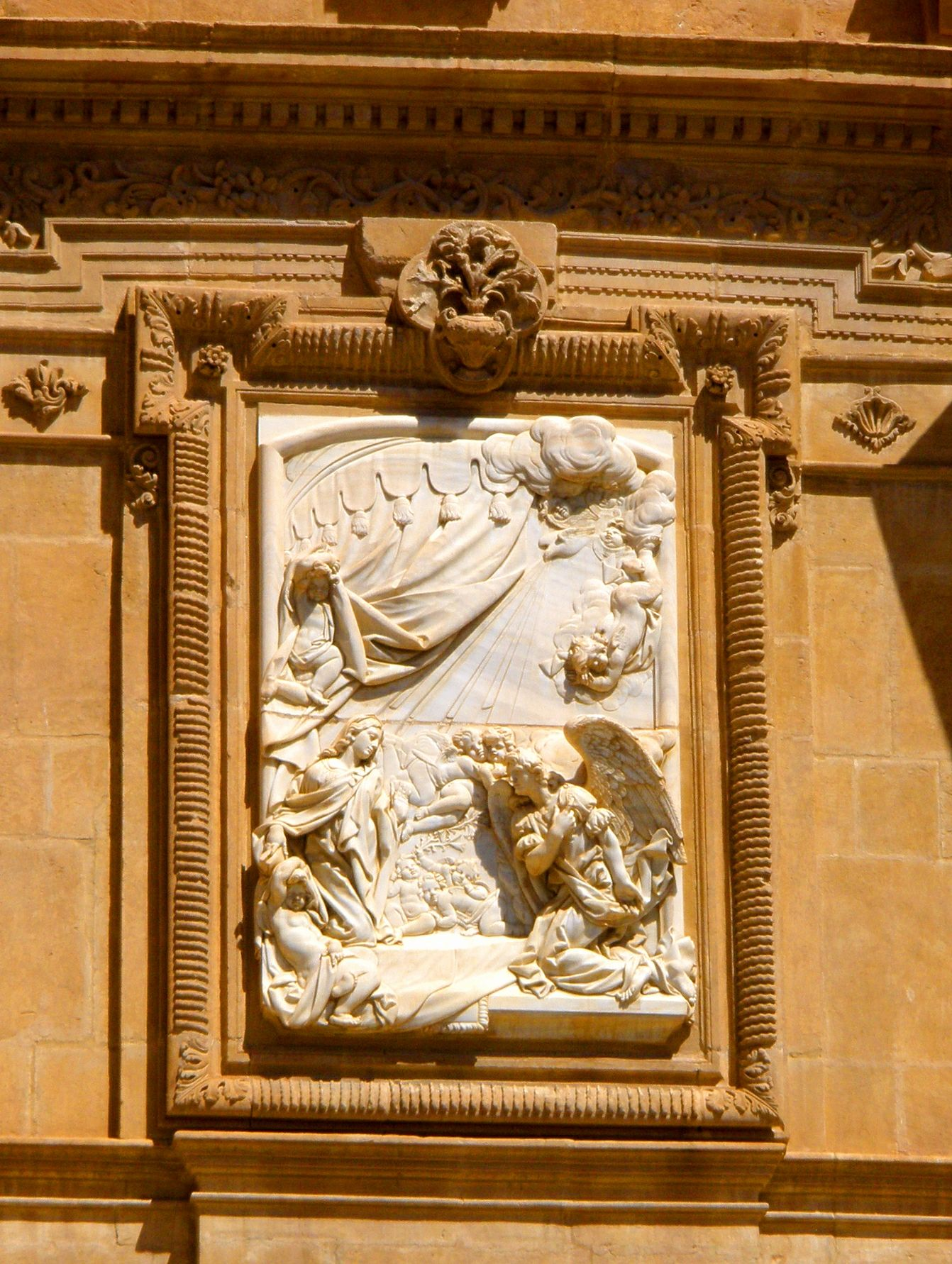
Bas-relief de l'Incarnation.
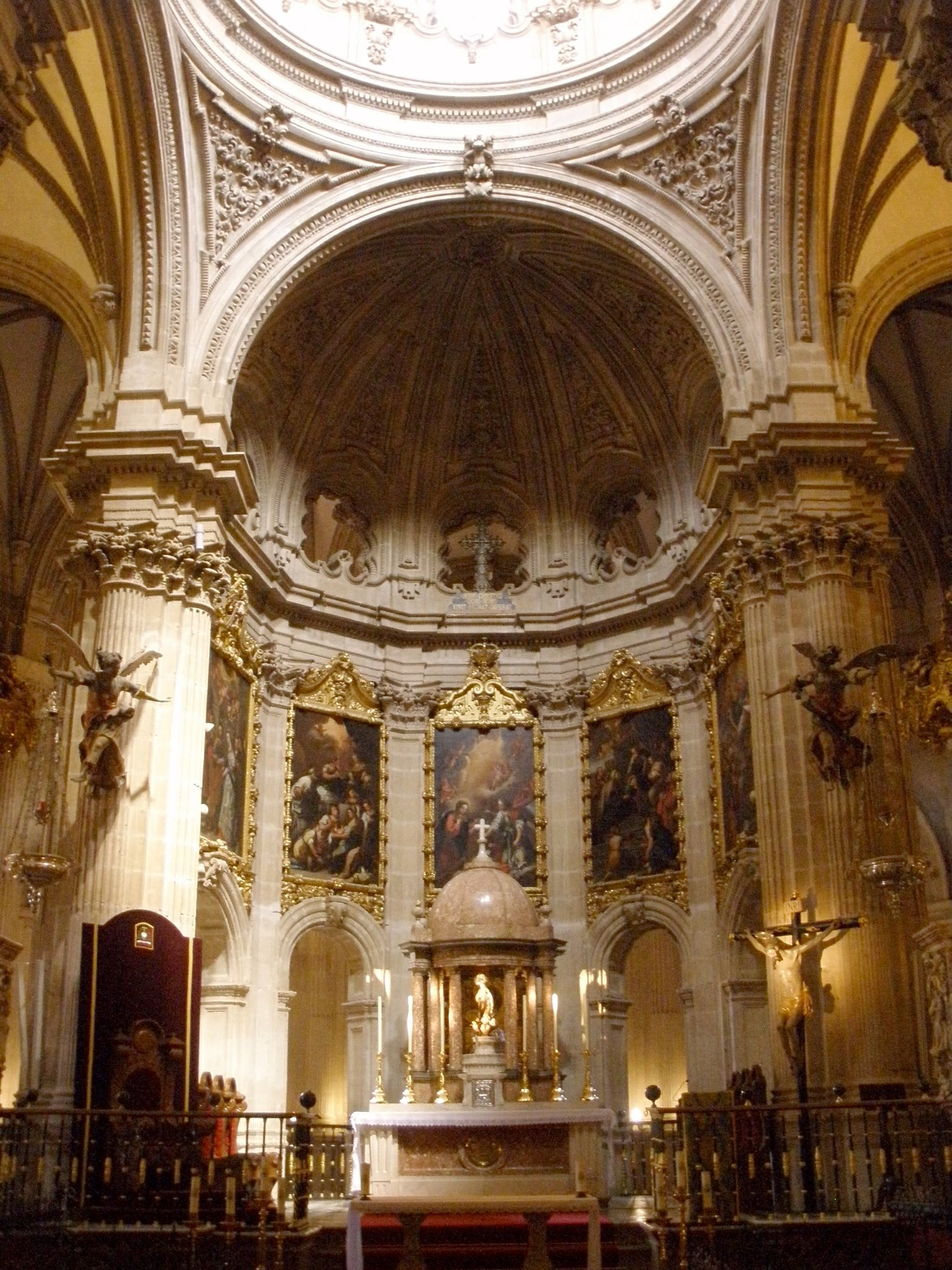
La chapelle majeure.
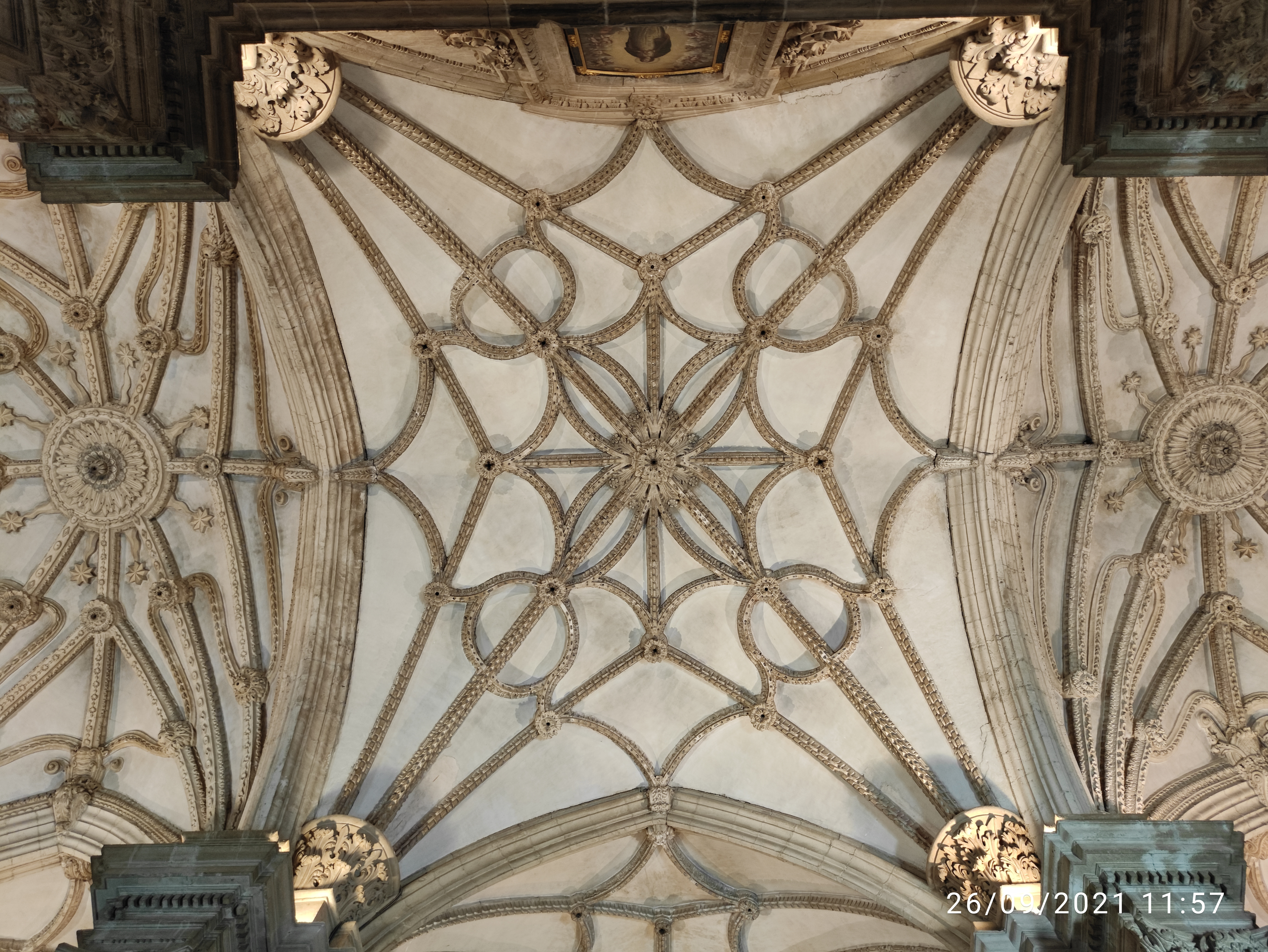
Une voûte de la cathédrale.
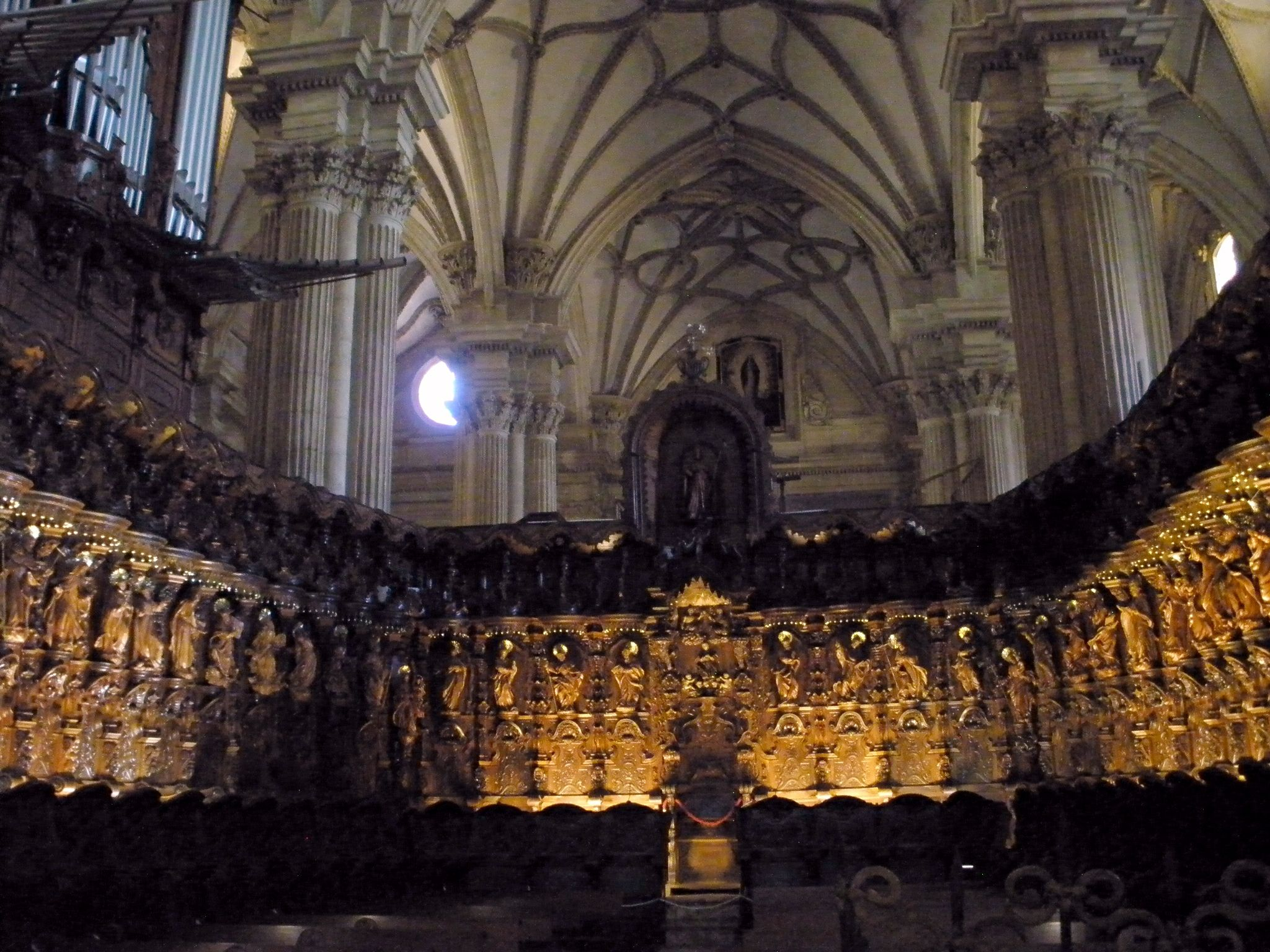
Stalles du chœur.

## Source
- (en) Cet article est partiellement ou en totalité issu de l’article de Wikipédia en anglais intitulé « Guadix Cathedral » (voir la liste des auteurs).